# Ricardo Cruzat Hurtado
Ricardo Cruzat Hurtado (Santiago, 18 de octubre de 1845-7 de enero de 1905), fue un Abogado, agricultor y político liberal chileno.

## Primeros años de vida
Hijo del político Pedro Nolasco Cruzat Carrera y Carmen Hurtado Ugarte. Educado en el Colegio de los Sagrados Corazones de Santiago y en la Facultad de Derecho de la Universidad de Chile, donde egresó como abogado (1868). Se desempeñó en su profesión, como también en la agricultura.
Contrajo matrimonio con Amelia Vicuña Rozas, en 1876, tuvieron seis hijos, entre ellos el empresario y político Manuel Cruzat Vicuña.

## Vida pública
Fue miembro del Partido Liberal Democrático, contribuyendo a su organización. Fue Ministro de Relaciones Exteriores y Culto, bajo la administración del presidente José Manuel Balmaceda (mayo de 1891).
Elegido Diputado por La Serena, Coquimbo y Elqui (1894-1897), integró en este período la comisión permanente de Constitución, Legislación y Justicia.
En 1902 fue Director de Compañía de Salitres de Antofagasta y fue nombrado Ministro de Hacienda (1902-1903).